# Adelogorgia telones
Adelogorgia telones är en korallart som beskrevs av Bayer 1979. Adelogorgia telones ingår i släktet Adelogorgia och familjen Gorgoniidae. Inga underarter finns listade i Catalogue of Life.